# Смоленская митрополия
Смоле́нская митропо́лия — митрополия Русской православной церкви, образованная в пределах Смоленской области.

## История
В соответствии с Положением об областных преосвященных от 12 марта 1934 года во исполнение постановления Поместного Собора 1917—1918 годов о митрополичьих округах Временный Патриарший Священный Синод образовал церковные области в составе нескольких епархий, в том числе в границах Западной области была образована митрополия с центром а Смоленске. Дата упразднения точно неизвестна. Скорее всего это произошло в 1943 году при проведении переустройства епископских кафедр.
Митрополия образована решением Священного Синода Русской православной церкви от 5 мая 2015 года. Главой митрополии назначен правящий архиерей Смоленской епархии.

## Митрополиты
- Исидор (Тупикин) (c 5 мая 2015 года)

## Состав митрополии
Митрополия включает в себя три епархии:

### Смоленская епархия
Территория: городской округ Смоленск, Велижский, Демидовский, Дорогобужский, Духовщинский, Кардымовский, Краснинский, Руднянский, Смоленский и Ярцевский районы.

### Вяземская епархия
Территория: Вяземский, Гагаринский, Новодугинский, Сафоновский, Сычёвский, Тёмкинский, Угранский и Холм-Жирковский районы

### Рославльская епархия
Территория: Глинковский, Ельнинский, Ершичский, Монастырщинский, Починковский, Рославльский, Хиславичский, Шумячский районы и город Десногорск